# Paul Denker
Pour les articles homonymes, voir Denker.
 (mars 2021).
Le Paul Denker est un ancien canot de sauvetage  de la Deutsche Gesellschaft zur Rettung Schiffbrüchiger (Société allemande de sauvetage des naufragés (DGzRS)). Il a été construit au chantier naval Schweers en Basse-Saxe en 1967. Il est désormais un navire musée  exposé à Brême au Focke Museum (en).
Il est classé monument historique à Brême.

## Historique
Le Paul Denker est le premier canot tout en aluminium. Construit en 1967 par le chantier naval Schweers à Bardenfleth qui a servi de véhicule d'essai pour les nouveaux canots en métal léger de l'époque. Les connaissances acquises grâce à lui ont servi au développement de la série suivante de canots de sauvetage.
Le navire a été baptisé du nom du contremaître du canot de sauvetage Adolph Bermpohl. L'équipage complet de l'Adolph Bermpohl est mort dans un grave accident le 23 février 1967 au large d'Helgoland alors qu'ils étaient en service. Leurs noms ont été donnés aux canots :  H.-J. Kratschke, Otto Schülke et G. Kuchenbecker. 

### Stationnements
De juin 1967 à septembre 1969, le Paul Denker est stationné à Maasholm, puis transféré à Grömitz jusqu'en octobre 1975. Son transfert a suivi  à Travemünde en 2000. Après cela, le navire a été utilisé à des fins de formation à l'école SAR de Neustadt in Holstein jusqu'en juin 2005.

### Préservation
Depuis juillet 2005, le Paul Denker est exposé en tant que navire-musée au Focke Museum de Brême .